# Kazimierz Coppieters de Tergonde
Kazimierz Coppieters de Tergonde (ur. 13 lipca 1891 Dobromil lub Huczku, zm. 27 października 1914 w bitwie pod Bohorodczanami) – żołnierz Legionów Polskich.

## Życiorys
Ukończył Akademię Leśną. Po wybuchu I wojny światowej wstąpił do Legionów Polskich. Służył w 3. Pułku Piechoty w składzie II Brygadzie zwanej „Żelazną”. W 1933 prezydent Ignacy Mościcki odznaczył pośmiertnie Kazimierza i jego brata Józefa Coppieters de Tergonde (ur. 1894, zginął tego samego dnia) Krzyżem Niepodległości.
Został pochowany na starym cmentarzu polskim (sprzed I wojny światowej) w Bohorodczanach (obwód iwanofrankowski).